# La chica de los anuncios
La chica de los anuncios es una película española de comedia estrenada en septiembre de 1968, dirigida por Pedro Lazaga y protagonizada en los papeles principales por Juan Luis Galiardo y Sonia Bruno, consiguiendo el premio a la mejor actriz por parte del Sindicato Nacional del Espectáculo.

## Sinopsis
Yola vive en un pueblo malagueño y el sueño de su vida es convertirse en una modelo famosa, y se traslada a vivir a Madrid para lograr su objetivo. Tras un golpe de suerte, Yola impide un atraco y su nombre aparece al día siguiente en todos los periódicos. En un santiamén, consigue ser una chica popular.

## Reparto
- Sonia Bruno: Yola.
- Juan Luis Galiardo: Leo.
- Juanjo Menéndez: Louis Armstrong.
- Karina: Bea.
- Valeriano Andrés: Mariano.
- Rafaela Aparicio: Manuela.
- Florinda Chico: Angustias.
- Sancho Gracia: Teddy.
- Rafael Navarro: Don Andrés.
- Adriano Domínguez: agente publicitario
- Rafael Hernández: atracador.
- Jesús Álvarez García: locutor de TVE.
- José Luis Uribarri: locutor TVE.
- Francisco Camoiras: empleado del estudio publicitario.